# Зона высадки
«Зона высадки» — американский боевик 1994 года режиссёра Джона Бэдэма.

## Сюжет
Полицейский Пит (Уэсли Снайпс) совместно с братом сопровождал в полёте опасного компьютерного преступника, которого нужно было доставить в другой город для снятия показаний. Однако в самолёте на них произошло нападение, брат Пита погиб, а хакер был захвачен группой преступников, которые, забрав его с собой, покинули самолёт на парашютах. Хотя Пит был отстранён от работы, он начал собственное расследование, которое вывело его на организованную группу, планирующую с помощью парашютов проникнуть в строго охраняемое здание для похищения хранящейся в электронном виде секретной информации.
Группа преступников готовит акцию по проникновению в электронные базы управления по борьбе с наркотиками.
Пит , знакомится с парашютистами и с помощью новых друзей противостоит преступникам.

## В ролях
- Уэсли Снайпс — Пит Нессип
- Гэри Бьюзи — Тай Монкриф
- Янси Батлер — Джесси Кроссман
- Майкл Джетер — Эрл Лиди
- Корин Немек — Селькирк Пауэр
- Кайл Сикор — Свуп

## Съёмочная группа
- Продюсер: Джон Бэдэм, Д. Дж. Карузо, Даг Клейборн
- Сценарист: Тони Гриффин, Гай Манос, Питер Барсоккини
- Композитор: Дэн Диннинг, Ханс Циммер
- Оператор: Норман Кент, Рой Х. Уэгнер
- Режиссёр: Джон Бэдэм